# Fleckenlaubenvogel

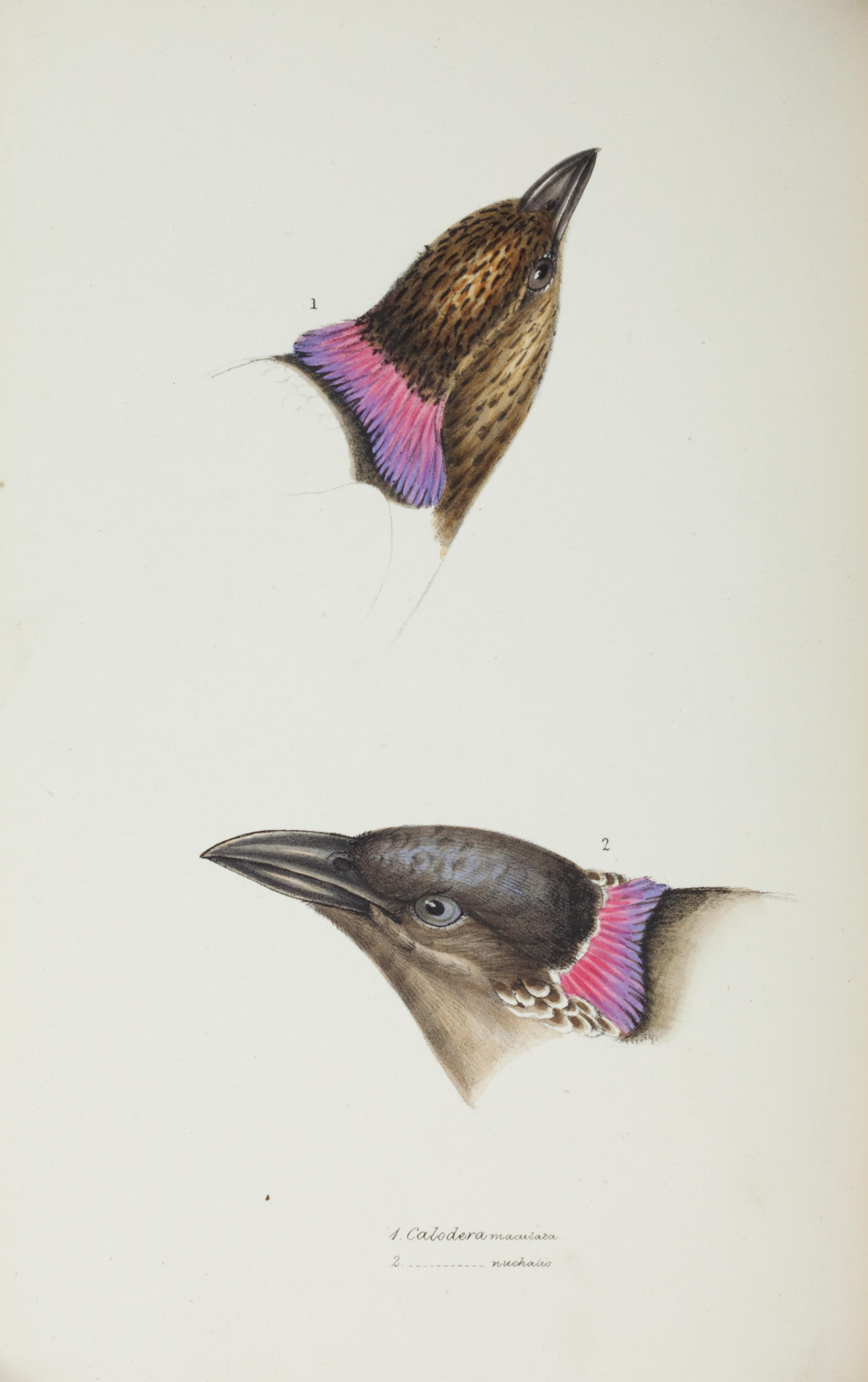
Die verlängerten Nackenfedern beim Fleckenlaubenvogel

Der Fleckenlaubenvogel (Chlamydera maculata) ist eine in den Trockenwäldern Ostaustraliens verbreitete Vogelart aus der Familie der Laubenvögel (Ptilonorhynchidae). Er ernährt sich von Beeren, Samen und Insekten. Im Vergleich zu dem nur auf Neuguinea vorkommenden Dreigang-Laubenvogel ist diese Art auf Grund der australischen Verbreitung vergleichsweise gut erforscht.
Der Fleckenlaubenvogel ist mit einer Körperlänge von bis zu 29 Zentimeter einer der größeren Vertreter in der Familie der Laubenvögel und zählt zu den Arten dieser Familie, zu dessen Balzverhalten der Bau einer Laube durch das Männchen gehört. Anders als bei vielen Laubenvögel besteht kein Geschlechtsdimorphismus. Es werden keine Unterarten für diese Art unterschieden. Das Verbreitungsgebiet des Fleckenlaubenvogels überlappt sich zu einem kleinen Teil entlang des Cape Rivers mit dem Graulaubenvogel. Zwischen diesen beiden Arten kommt es gelegentlich zu natürlichen Hybriden.
Fleckenlaubenvögel sind sehr langlebig und brauchen mehrere Jahre, bis sie ihre Geschlechtsreife erreicht haben. Auf Grund der Intelligenzleistung, die sie beim Bau ihrer Lauben zeigen, werden sie zu den intelligentesten unter den Vögeln gezählt. Die Bestandssituation des Graulaubenvogels wird der IUCN als ungefährdet (least concern) eingestuft.

## Merkmale
Mit einer Körpergröße von etwa 29 cm ist der Fleckenlaubenvogel ein mittelgroßer Laubenvogel und ist recht schlank und kompakt gebaut.
Die Farben und Abzeichen des Fleckenlaubenvogels sind individuell unterschiedlich, was auf eine Abnutzung des Gefieders zurückzuführen ist. Der Kopf ist hell rostbraun gefärbt mit dunkler Strichelung. Im Nacken schließt sich ein bräunlicher sichelförmiger Ring an. Einige Federn des Nackens sind verlängert und von rosa bis mauver Farbe. Diese Nackenfedern können gesträubt werden. Die Körperseite des Vogels ist dunkelbraun gefärbt mit bernsteinfarbenem Fleckenmuster, während die Unterseite hell cremefarben mit leicht dunklerer Sperrung ist. Der Schnabel ist schwarz, die Augen dunkelbraun und die Beine zeigen eine olivbraune Färbung.
Ein Sexualdimorphismus ist nicht vorhanden, die Weibchen sind im Durchschnitt lediglich etwas kleiner als die Männchen. Das Körpergewicht der Männchen beträgt 125 bis 150 g, das der Weibchen liegt zwischen 124 und 162 g.
Südaustralische Populationen haben ein etwas blasseres Nackengefieder, einen rötlicheren Bauch und einen blasseren grauschwarzen Schnabel. Dieses abweichende Erscheinungsbild rechtfertigt allerdings nicht die Beschreibung einer separaten Unterart, sondern sind gerichtete Variation der Merkmalsausprägung und der dieser zugrunde liegenden genetischen Variationsbreite einer Art (sogenannte Kline).

## Stimme

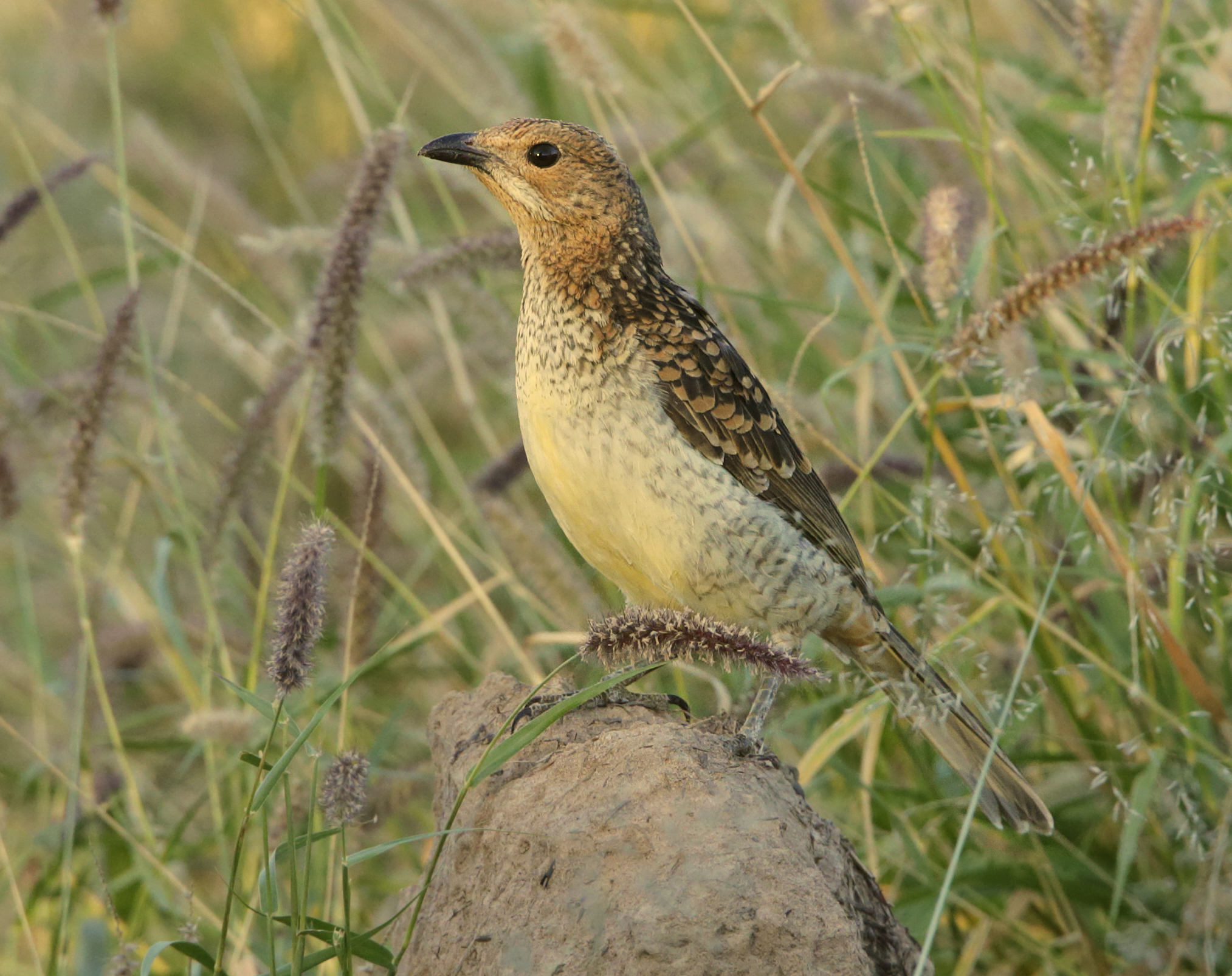
Fleckenlaubenvogel

Der Ruf des Fleckenlaubenvogels sind rasselnde Töne, ähnlich wie sie auch beim Graulaubenvogel vorkommen. Wie andere Laubenvögel ahmt der Fleckenlaubenvögel außerdem die Rufe und Instrumentallaute anderer Vögel und Säugetiere nach. Der Fleckenlaubenvogel imitiert unter anderem das Miauen von Katzen, das Bellen von Hunden, das Geräusch, das Rinder machen, wenn sie durch Büsche hindurchbrechen oder das von Säugetieren, wenn sie durch trockene Blätter und Äste laufen, das metallische Schwirren von Zaundrähten, wenn Emus gegen sie rennen, Holzhacken, Peitschenknallen und das Flügelschwirren der Spitzschopftaube.
Ähnlich wie der Graulaubenvogel imitieren brütende Weibchen und Männchen in Laubengängen die Rufe von Greifvogelarten, wenn sie sich durch einen Fressfeind bedroht fühlen. Am häufigsten ahmen sie die Rufe des Keilschwanzmilans (Haliastur sphenurus) nach. Nachgewiesen sind aber auch Nachahmungen der Rufe des Keilschwanzadlers, Grauscheitelsäblers (Pomatostomus temporalis), Neuhollandkrähe (Corvus coronoides), Flötenvogels, Haubenliests, Graurücken-Krähenwürgers, Schwarzkehl-Krähenstars (Cracticus nigrogularis) oder Gimpelhähers (Struthidea cinerea), die alle Jungvögel und Eier fressen.

## Verbreitung und Lebensraum
Der Fleckenlaubenvogel ist in den ariden und semiariden Regionen der östlichen Hälfte des australischen Kontinents weit verbreitet. Das Verbreitungsgebiet erstreckt sich von der Rockhampton Region des australischen Bundesstaates Queensland in westlicher Richtung entlang des Einzugsgebiets des Georgina Rivers und des Eyre Creek und in südlicher Richtung durch das Innengebiet von New South Wales bis in den äußersten Südosten des australischen Bundesstaates South Australia und dem äußersten Nordwesten von Victoria. Die südliche Verbreitungsgrenze dieser Art stellt das Einzugsgebiet des Murray Rivers dar. Das Verbreitungsgebiet des Fleckenlaubenvogels überlappt sich nicht mit dem des äußerlich ähnlichem Tropfenlaubenvogels. Die Verbreitungsgebiete der beiden Arten weisen zwischen 137° und 138° östlicher Länge eine rund 100 Kilometer breite Lücke auf.
Der Fleckenlaubenvogel besiedelt vor allem Waldgebiete entlang von Fließgewässern innerhalb offener Savannen. Sie kommen auch in Parks, auf Obstplantagen und in den Gärten abgeschieden liegender Farmen vor.

## Nahrung

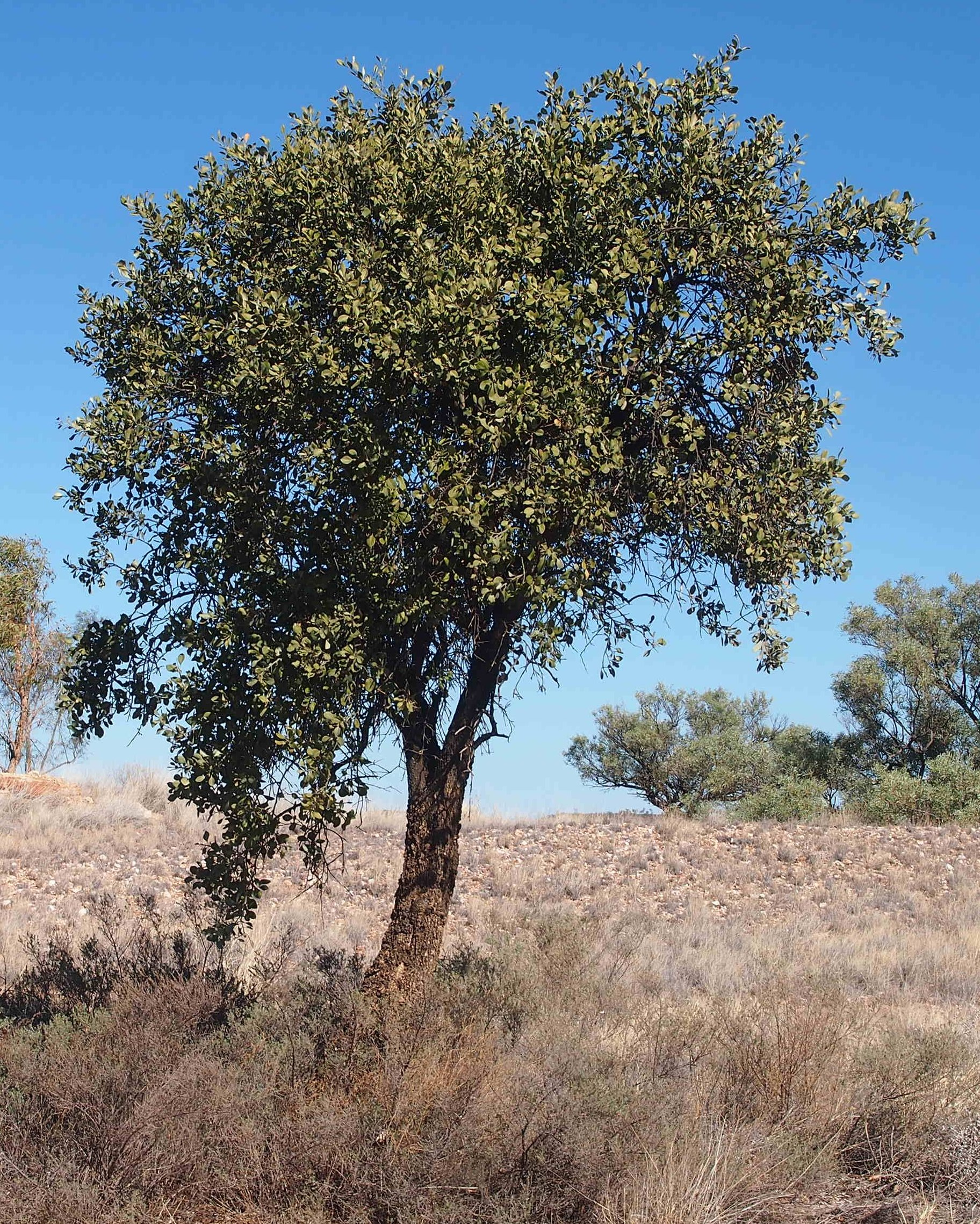
Capparis mitchellii

Der Fleckenlaubenvogel deckt wie andere Laubenvögel den größten Teil seines Nahrungsbedarfes mit Früchten. Dazu kommen in unterschiedlichem Anteil Samen, Beeren, Nektar und Blätter. Zu den besonders gern gefressenen Früchten zählen die des Zedrachbaums, Capparis mitchellii, des eingebürgerten Peraunischen Pfefferbaums, Myoporum acuminatum, Wachsbäumen und Emusträuchern.
Fleckenlaubenvögel fressen außerdem Heuschrecken, Raupen, Motten, Käfer, Gespenstschrecken und Ameisen. In Trockenzeiten oder in den Jahreszeiten, in denen das Angebot an Früchten gering ist, fressen sie auch Samen. Eine besondere Rolle in seiner Ernährung spielen dann die Samen von Brachychiton populneus.
Nestlinge werden von den Weibchen fast ausschließlich mit Insekten gefüttert.

## Fortpflanzung
Die Männchen des Fleckenlaubenvogels sind polygyn, das heißt, sie paaren sich mit mehreren Weibchen. Das Weibchen baut alleine das Nest, bebrütet alleine das Gelegen und zieht allein die Jungvögel auf. Die Männchen werben um die Weibchen mit dem Bau von Lauben, die wie beim Seidenlaubenvogel, den Sericulus-Arten und den anderen Arten der Gattung Chlamydera zum Typus „Allee“ gehören. Wie bei anderen Laubenvogelarten wird diese Laube mit Dekorationsobjekten geschmückt und die Wände der Laube teilweise auch bemalt.

### Lauben

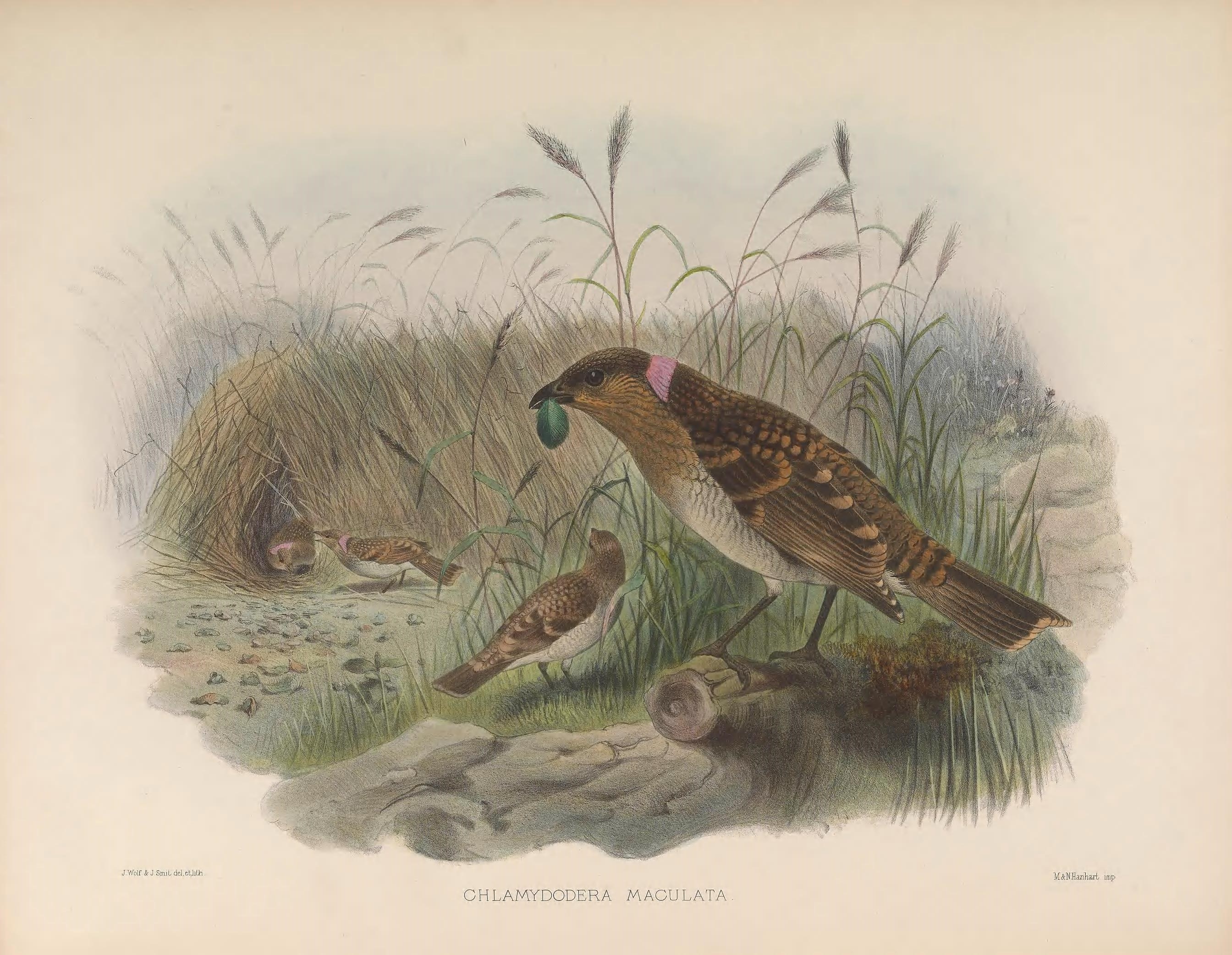
Darstellung eines Fleckenlaubenvogels, im Hintergrund ist eine Laube abgebildet.

Adulte Männchen beginnen mit einem Bau der Laube, lange bevor sie in der Lage sind, ein Weibchen erfolgreich zu befruchten. Manche Männchen beginnen schon im April mit dem Bau einer Laube, typischer ist aber der Bau im Juli und August, am Ende des australischen Winters. Die Männchen halten sich bis Dezember oder Januar in der Nähe ihrer Lauben auf. Während dieser Monate verbringen sie durchschnittlich 54 Prozent des Tages in Laubengängen. Von der Zeit, die sie in der Nähe verbringen, beschäftigen sie sich zu 34 Prozent mit dem Bau, der Erweiterung oder der Reparatur ihrer Laube. Zu 10,4 Prozent der Zeit zeigen sie Balzhandlungen, während tatsächlich Artgenossen in der Nähe sind. 1,5 Prozent der Zeit balzen sie, ohne dass ein Artgenosse in der Nähe ist. 54 Prozent der Zeit verbringen sie, indem sie in der Nähe der Laube sitzen.
Das Männchen baut in Nord-Süd-Richtung aus Ästchen und trockenem Gras kurze Laubenalleen. Diese stehen gewöhnlich auf einer Plattform aus Grashalmen und Ästchen. Bei einigen untersuchten Lauben in der Nähe von Charters Towers, Queensland bestanden diese Lauben fast ausschließlich aus Grashalmen, nur bei den beiden äußersten Wänden der Laube waren Ästchen vom Männchen verbaut worden. Eine Plattform gab es nur rudimentär, die Laube befand sich fast ebenerdig. Die im australischen Bundesstaat New South Wales untersuchten Bauten verwendeten Gräser gehörten fast ausschließlich Andropogon sericeus, einem in Australien einheimischen Gras der Gattung Andropogon an.
Die Lauben des Fleckenlaubenvogels können sehr lang sein. Eine Laube hatte eine ungewöhnliche Länge von 2,1 Meter, typischer sind allerdings Lauben mit einer Länge von etwa einem Meter. Die typische Plattformhöhe beträgt 15 Zentimeter.

### Schmücken der Laube

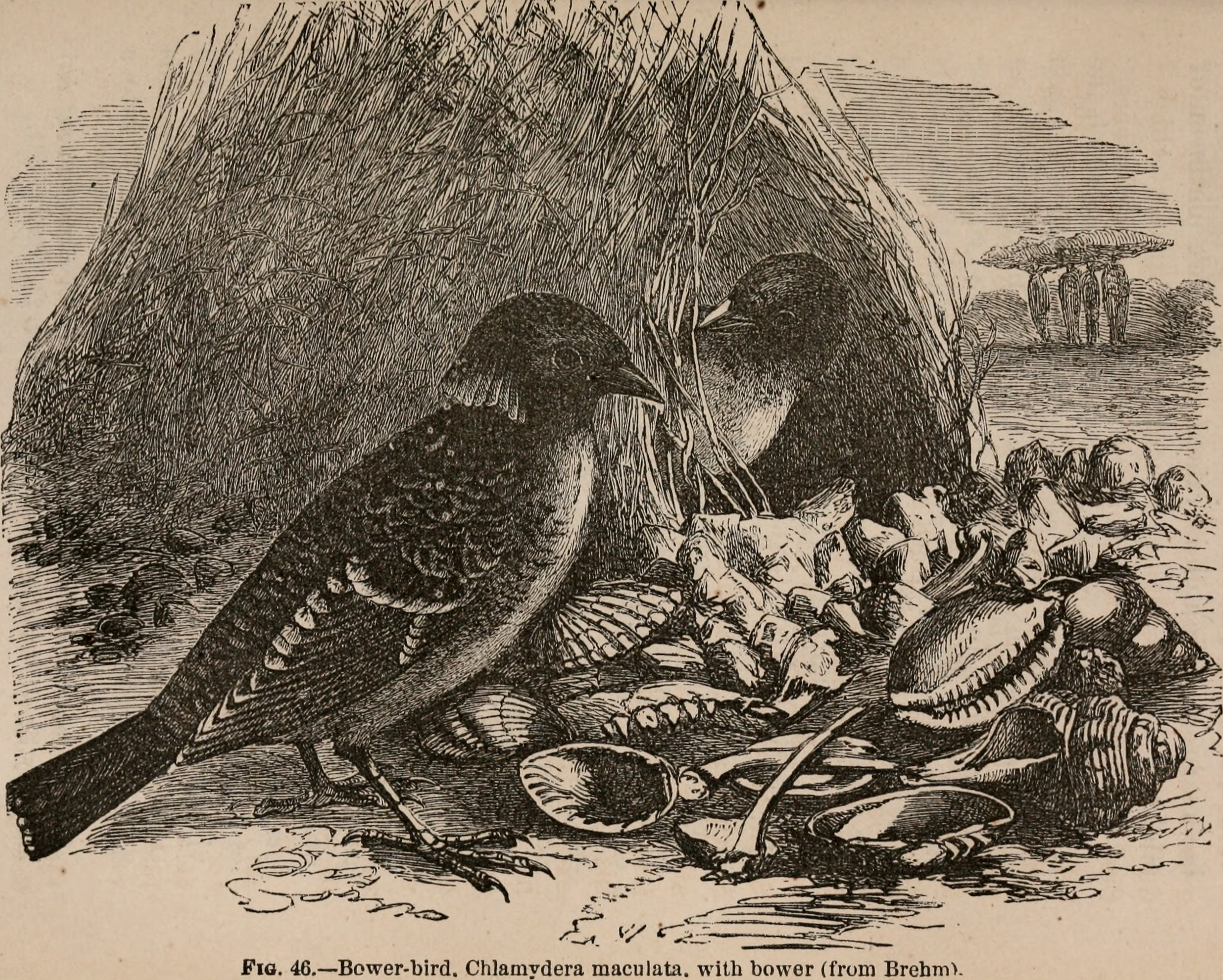
Darstellung einer Laube des Fleckenlaubenvogels aus dem 19. Jahrhundert

Die Enden der Laube werden mit ausgebleichten Knochen, Steinen, Schneckenhäusern und auch Glas grün und weiß geschmückt. Die inneren Wände des Laubengangs sind gelegentlich mit den weißen Plastikringen von Milchtüten und den sogenannten Pull Tabs von Weißblechdosen geschmückt. Die Anzahl der Schmuckobjekte kann sehr groß sein. Bei einer Laube wurden mehr als 1350 kleine Knochen, bei einem anderen etwa 1900 Schneckenhäuschen gefunden. Einzelne Lauben sind auch mit gelben Blüten oder Eierschalenresten des Emu dekoriert. Auch Samen und kleine Ästchen von Kiefern wurden schon gefunden.
Sowohl in der Fachliteratur als auch in populärwissenschaftlichen Schriften gibt es zahlreiche Berichte, dass der Fleckenlaubenvögel ähnlich wie der Seidenlaubenvogel Schmuck, Schlüssel und ähnliches aus Häusern, Fahrzeugen und Zelten entfernen. Zu den obskurere Objekte, die so durch den Fleckenlaubenvogel entwendeten wurden, gehören Pinzetten und ein Glasauge.
Fleckenlaubenvögel bemalen die Innenwände ihrer Lauben. Gefunden wurden sowohl Lauben mit einer farbigen Linie in einer Höhe von etwa 10 bis 20 Zentimeter als auch solche, bei denen es in der Mitte des Laubengangs an den Seitenwänden einen Farbfleck gibt. Die Farbe steht aus zerkauten und mit Speichel vermischten Grashalmen. Die Farbe wird mit kurzen, seitlichen Schnabelbewegungen mit dem Schnabel aufgetragen. Vereinzelt nimmt der Fleckenlaubenvogel die Grashalme auch in den Schnabel.

### Balz
Das Männchen lockt die Weibchen durch seinen leuchtend roten Nackenfleck sowie durch zischende und zwitschernde Rufe an.

### Nest, Gelege und Aufzucht der Jungvögel
Die Brutzeit fällt in den Zeitraum von August bis Januar. Am Clarence River in New South Wales hat man ein brütendes Weibchen auch schon im Juli beobachtet, ein Weibchen brütete am Moonie River noch Anfang März.
Der Fleckenlaubenvogel baut ein lockeres, tellerförmiges Nest aus Zweigen und Stängeln auf waagrechten Ästen oder in Mistelkugeln von Bäumen. Es befindet sich in der Regel zwischen zwei und zwölf Meter über dem Erdboden. Die Nestunterlage ist so spärlich, dass Eier und Nestlinge von unten auszumachen sind.
Das Gelege besteht aus einem bis drei Eier. Die gewöhnliche Gelegegröße beträgt zwei Eier. Die Eier haben ein graugrüne bis isabellfarbene Grundfarbe mit schwarzen und dunkelbraunen Kritzeln. Ein Ei entspricht etwa 10,6 Prozent des Körpergewichts eines Weibchens. Es brütet allein das Weibchen. Die Dauer der Brutzeit ist unbekannt.
Nestlinge sind nach etwa 20 bis 21 Tage flügge. Ein in der Nähe von Charters Towers beobachtete Weibchen huderte etwa 12 bis 13 Tage alte Nestlinge nicht mehr, beschattete sie aber durch ausgebreitete Flügel vor dem Sonnenlicht. Zu den Zeitpunkt betrug die Temperatur im Schatten 34 °C. Gefüttert wurden die Nestlinge überwiegend mit animalischer Kost, auf Früchte entfielen etwa 41 Prozent. Die Mehrzahl der vom Weibchen zum Nest gebrachten Insekten entfielen auf Heuschrecken oder Grillen. Davon waren einige so groß, dass das Weibchen von ihnen bereits Flügel, Beine und häufig auch den Kopf entfernt hatte. Anderes tierische Futter, welches das Weibchen herbeitrug, inkludierte die Larven und Eier verschiedener Gliederfüßer, die das Weibchen zuvor in den Baumkronen umstehender Eukalpytus- und Akazienbäume gesucht hatte. Die beobachteten Weibchen entfernten sich selten mehr als 150 bis 250 Meter vom Nest und blieben immer in Sichtweite.

### Verteidigung des Nestes

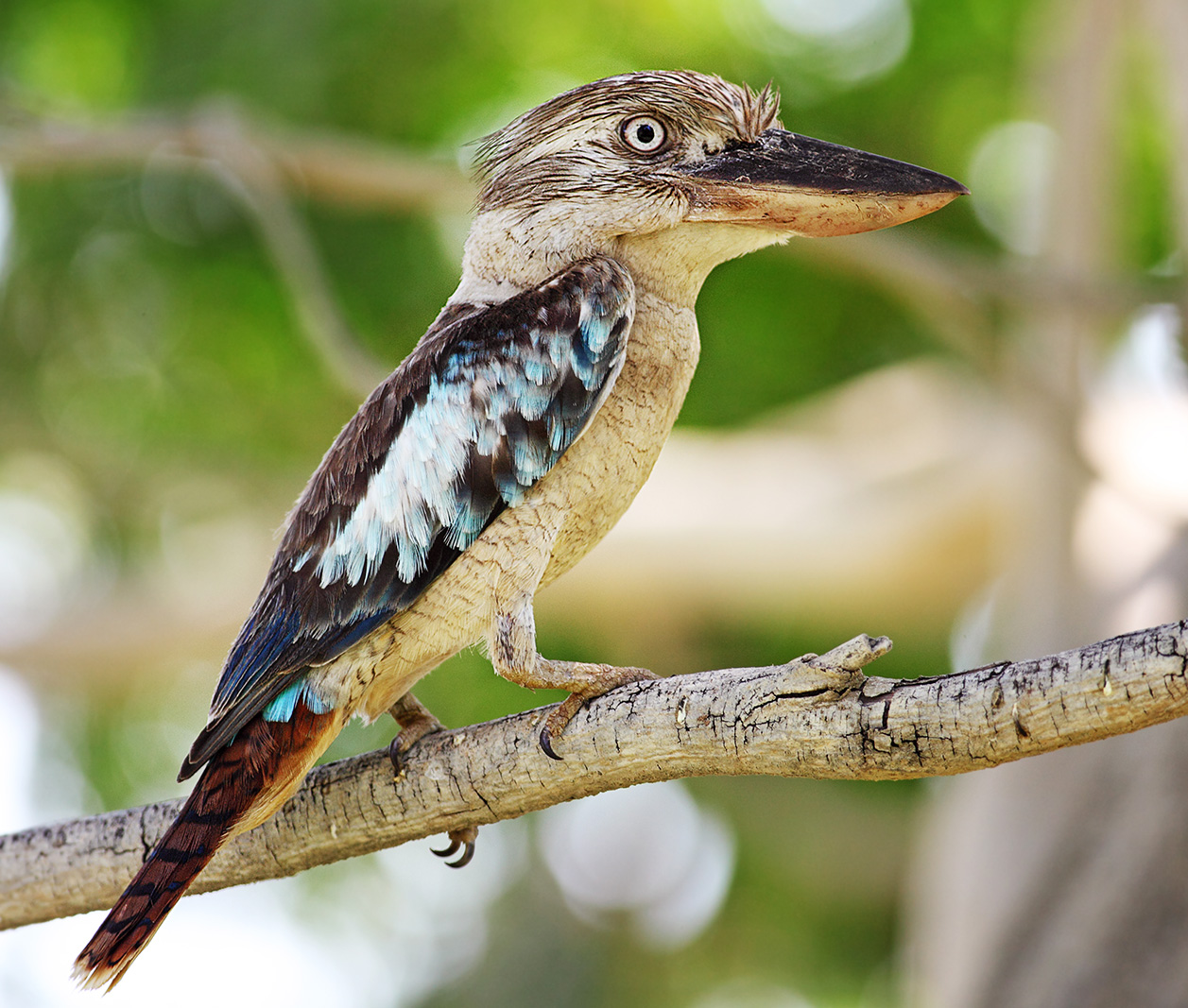
Der Haubenliest ist ein potentieller Nesträuber des Fleckenlaubenvogels

Weibchen verteidigen den Nistbaum gegen Artgenossen, beobachtete Weibchen ahmten dabei zunächst die Rufe potentieller Fressfeinde wie dem Keilschwanzmilan und Haubenliest nach und jagten aktiv dem Artgenossen nach. Ein anderes Verhalten zeigen sie, wenn potentielle Nesträuber sich dem Nistbaum nähern. Auf die Annäherung eines Haubenliests reagierte ein Weibchen, in dem sie für fünf Minuten völlig ruhig verharrte und erst nach seinem Verschwinden leise den für Haubenliests typischen Ruf nachahmte. Die Weibchen versuchen Fressfeinde aber auch zu verleiten, indem sie auf den Boden fliegen und durch verschiedene Verhaltensweisen die Aufmerksamkeit des Fressfeindes auf sich zu ziehen versuchen und dadurch von der Brut oder den Nestlingen abzulenken: Typisch ist ein hilflos wirkendes Hüpfen auf dem Boden, bei dem der Hals weit nach vorne gestreckt ist, die Federn gesträubt und die Flügel ausgebreitet sind.

## Lebenserwartung
Die Beringung von Fleckenlaubenvögeln hat bis zum Jahr 2004 noch nicht ausreichend Daten geliefert, um Aussagen zum Lebensalter zu machen, die Laubenvögel durchschnittlich erreichen. Da verschiedene geschlechtsreife Männchen aber einzelne Laubenplätze über fünf bis sechs Jahre besetzten, ist sicher, dass die Vögel auf Grund ihrer spät einsetzenden Geschlechtsreife mindestens ein Lebensalter zwischen elf und 13 Jahren erreicht haben.
Zu den Fressfeinden adulter Fleckenlaubenvögel zählen verschiedene Habichte und Sperber. Auch der Habichtfalke wurde bereits dabei beobachtet, wie er erfolgreich einen Fleckenlaubenvogel in der Nähe einer Laube schlug.

## Fleckenlaubenvogel und Mensch
Fleckenlaubenvögel werden vergleichsweise häufig in zoologischen Gärten gezeigt. Die Nachzucht gelingt allerdings selten. Der Amsterdamer Zoo hielt bereits 1870 einen Fleckenlaubenvogel, erwarb 1882 einen weiteren und 1888 dann schließlich auch ein Paar. Der ab 1870 gehaltene Vogel lernte es, mehrere Worte zu sprechen und ahmte außerdem Geräusche seiner Umgebung nach.